# 海南白桐树
海南白桐树（学名：Claoxylon hainanense）为大戟科白桐树属下的一个种。

## 扩展阅读
- 維基物種上的相關：海南白桐树